# Polytremis discreta
Polytremis discreta, thường được biết đến với tên the Himalayan Swift, là một loài bướm thuộc họ Hesperiidae.